# Dorfkirche Steinbrücken

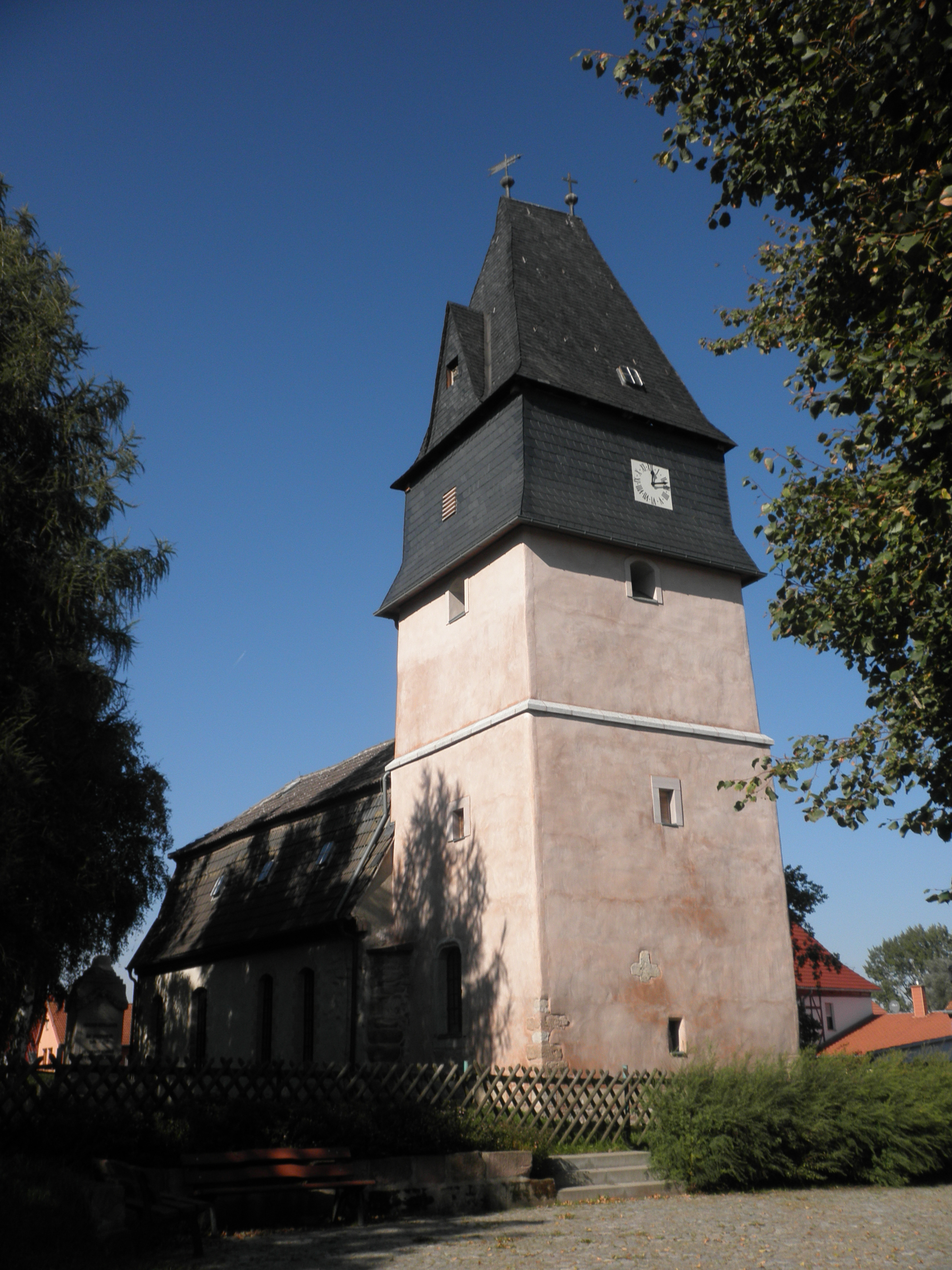
Dorfkirche Steinbrücken

Die evangelische Dorfkirche Steinbrücken steht im Ortsteil Steinbrücken der Stadt Nordhausen im Landkreis Nordhausen in Thüringen.

## Geschichte
Im Jahre 1668 schuf Jacob Pape aus Erfurt eine kleine Kirchenglocke für das Gotteshaus in Steinbrücken. Demnach muss die Kirche schon existiert haben. Ein Brand vernichtete 1720 diese Kirche. Mit diesem Brand gingen alle schriftlichen Unterlagen des Ortes verloren. 1745 ist der Kauf einer Orgel für das wohl neu errichtete Gotteshaus nachgewiesen. 1779 wurde dann in Nordhausen für das Dorf eine große Glocke gegossen. 1857 wurde das Langhaus der Kirche wohl wegen Platzmangel erweitert.